# Ecclesiasticum
Ecclesiasticum är en byggnad i centrala Uppsala. Byggnaden ligger alldeles norr om Uppsala domkyrka och dess norra fasad vetter mot S:t Eriks torg. Husets västra fasad är sammanbyggd med Konsistoriehuset.
Byggnadens källare tillhör Uppsalas äldsta bebyggelse och konstruerades för att jämna ut marken kring domkyrkan inför att konstruktionen av denna påbörjades år 1273. År 1665 anhöll kyrkan om att få riva två förfallna medeltida hus belägna norr om domkyrkan för att istället på tomten kunna uppföra ett nytt hus för Domkapitlet. Konstruktionen av detta hus som senare kom att kallas Ecclesiasticum påbörjades strax därefter. År 1681 byggdes Ecclesiasticum ut med en portik mot Domkyrkoplan. När det intilliggande Konsistoriehuset under 1750-talet restaurerades efter Stadsbranden i Uppsala 1702 så byggdes byggnadernas fasader ihop med putsrustik.
År 1837 flyttade Domkapitlet från Ecclesiasticum till Domkapitelhuset strax söder om kyrkan. Under 1900-talet kom Ecclesiasticum först att användas som pastorsexpedition och därefter som domprostens kansli, innan det 1996 såldes till Statens fastighetsverk. Dessa hyrde ut Ecclesiasticum till universitetet och lokalerna användes fram till mitten av 2000-talet av olika institutioner på universitetet. Idag hyrs Ecclesiasticum av Uppsala kyrkliga samfällighet. Byggnaden är sedan 1935 tillsammans med Konsistoriehuset ett Statligt byggnadsminne.